# Табасаранский, Хаджи Мурад Беглярович
Гаджимурад Беглярович Табасаранский (1922 — 2010) — южнодагестанский учёный, доктор экономических наук (1976), директор Бакинского кооперативного техникума (1957). Ректор Азербайджанского кооперативного института (1964). Профессор кафедры экономики и организации торговли Бакинского филиала Московского кооперативного института. Отличник потребкооперации СССР. . Участник Великой Отечественной войны. Лейтенант. Ветеран ВОВ.

## Биография
Родился в декабре 1922 года в горном селении Чере Табасаранского района Дагестана. Отец возглавлял антикоммунистическое сопротивление в Дербенте в гражданскую войну. В марте 1930 года всю семью Табасаранских взяли в плен, и Бегляр был вынужден сдаться в плен советской власти. Друзья организовали им побег из тюрьмы, но отец Мурада Беглеровича после этого побега пропал без вести. В 1937 году начался второй этап преследования. Всех родственников старшего поколения Табасаранских арестовали за одну летнюю ночь, и все они были расстреляны. Гаджимурад Табасаранский вместе с некоторыми членами семьи сумел устроить побег. Позже они переехали в Азербайджан.
В 24 года стал членом Азериттифага, был членом президиума республиканского комитета профсоюза в течение 23 лет, имеет 18 правительственных наград. в 1941 году ушел на фронт добровольцем несмотря на то, что ещё не достиг призывного возраста.
Участвуя в боях за Верхне-Куский, Мурад Беглервич получил тяжелое ранение и в 1943 году стал инвалидом и вернулся домой. Награждён орденами Красного Знамени, Отечественной войны I степени, орденом Трудового Красного Знамени, медалями «За отвагу», «За оборону Москвы», «За оборону Сталинграда», «За победу над Германией», многими другими. Отличник погранвойск.
В сентября 1943 года по просьбе Бакинского городского военкомата возглавил военно-патриотическую работу в ремесленном училище № 6 города Баку. Работая в должности старшего военного руководителя, организовал военно-патриотическую работу среди молодежи.
Гаджимурад Беглярович участвовал в создании Кооперативного института в г. Баку — филиала Московского кооперативного института.
С 1964 года он назначается первым ректором Азербайджанского кооперативного института. С 1975 г. заведовал кафедрой «Международные торговые связи и коммерческая деятельность» в этом институте. Преподавал и был профессором кафедры экономики и организации торговли Бакинского филиала Московского кооперативного института.
В 1963 году защитил кандидатскую диссертацию в Московском институте народного хозяйства им. Плеханова. Тема кандидатской диссертации: «Организация снабжения розничной сети товарами культурно-бытового назначения в системе Азериттифака (Азербайджанского республиканского союза потребительских обществ)». Отличник потребкооперации СССР.
Гаджимурад состоял в двух браках. От которых родилось две дочери и единственный сын Таир Табасаранский.